# Großlohma
Großlohma ist ein Ortsteil der Stadt Blankenhain im Landkreis Weimarer Land, Thüringen.

## Geografie
Großlohma liegt 4,5 km von Blankenhain entfernt. Die durchschnittliche Höhenlage wird mit 400 m über NN angegeben. Westlich vom Dorf befindet sich das Waldgebiet Kötsch. Großlohma und Kleinlohma liegen dicht zusammen und haben daher eine gemeinsame Verkehrsanbindung über die Straßen. Nördlich verläuft ganz in der Nähe die Bundesautobahn 4 mit Anschluss bei Magdala über die Landesstraße 1060. Die Gemarkung liegt auf einer kupierten Hochebene, die rainartige Geländeabsätze besitzt. Die Böden sind aus Muschelkalkverwitterung entstanden und sind meist grundwasserferne Standorte.

## Geschichte
Das Rundlingsdorf wurde von Slawen angelegt. Die urkundliche Ersterwähnung ist am 18. August 1317 datiert. Erst 1499 erscheint der Name Großlohma in der Herrschaft Blankenhain. Groß- und Mittelbauern bewirtschafteten den Ort, der aber auch im Dreißigjährigen Krieg zerstört wurde. Am 1. April 1959 vereinten sich die Dörfer Groß- und Kleinlohma zu Lohma. Die Eingemeindung nach Blankenhain am 1. Oktober 1993 erbrachte dann die zwei getrennten Ortsteile Groß- und Kleinlohma.